# Celi Bee & The Buzzy Bunch
Celi Bee (nome artístico de Celida Ines Camacho), nascida em Nova York, é uma cantora norte-americana de origem porto-riquenha, que popularizou-se durante a fase áurea da disco music.

## Histórico
Embora tenha nascido em Nova York, ainda criança Celida voltou para Porto Rico com seus pais. Lá ela conheceu e casou-se com Pepe Luis Soto, com quem formou uma dupla de moderado sucesso nos anos 1960. A dupla, que duraria até o início da década de 1970, chamava-se Celines y Pepe Luis.
Em 1972, Celines ganhou o primeiro lugar no Festival De La Voz y La Cancion com "Yo Quiero Un Pincel". Pouco depois, ela e o marido mudaram-se para a Grã-Bretanha. Lá, Celines gravou um single intitulado Half A Love, que fez grande sucesso em Porto Rico mas não teve grande repercussão na Inglaterra.
Em 1977, ainda no início da era disco, Pepe conseguiu que a esposa gravasse um álbum denominado Celi Bee & The Buzzy Bunch junto a gravadora T.K. Records. Das seis faixas, duas tornaram-se singles de grande sucesso: Superman e One Love.
Em 1978, o álbum Alternating Currents trouxe o maior hit da carreira da cantora: Macho (A Real, Real One). A capa do álbum também trouxe pela primeira vez uma foto de Celi, numa versão andrógina que contrastava com a feminilidade dos vocais. Ainda em 1978, ela gravaria seu terceiro álbum, Fly Me On The Wings Of Love, com duas canções escritas por ela: Boomerang e Can't Let You Go.
Blow My Mind, de 1979, foi seu último grande trabalho e na época do lançamento, ela divorciou-se de Pepe. Gravou também algumas músicas ao longo dos anos 1980, mas nada que reprisasse o "boom" de seus antigos sucessos.

## The Buzzy Bunch
A banda de Celi Bee,The Buzzy Bunch, era composta apenas por Pepe Soto e seus fiéis músicos de estúdio.